# Frampton's Camel
Frampton's Camel är Peter Framptons andra album, släppt 1973.

## Låtlista
1. "I Got My Eyes On You" - 4:29
2. "All Night Long" - 3:19
3. "Lines On My Face" - 4:50
4. "Which Way The Wind Blows" - 3:32
5. "I Belive (When I Fall In Love With You It Will Be Forever)" - 4:10
6. "White Sugar" - 3:37
7. "Don't Fade Away" - 4:39
8. "Just The Time Of The Year" - 3:58
9. "Do You Feel Like We Do?" - 6:44

## Medverkande
- Peter Frampton - gitarr, bas, keyboard, munspel, talk box och ledsång.
- Mick Gallagher - piano, orgel, moog synth, munspel och bakgrundssång.
- Frank Carillo - bas, synth, bakgrundssång och munspel.
- Rick Wills - bas.
- Mick Kellie - percussion och trummor.